# マロン酸CoAトランスフェラーゼ
マロン酸CoAトランスフェラーゼ(Malonate CoA-transferase、EC 2.8.3.3)は、以下の化学反応を触媒する酵素である。
アセチルCoA + マロン酸{\displaystyle \rightleftharpoons }酢酸 + マロニルCoA
従って、基質はアセチルCoAとマロン酸の2つ、生成物は酢酸とマロニルCoAの2つである。
この酵素は転移酵素、特にCoAトランスフェラーゼに分類される。系統名は、アセチルCoA:マロン酸CoA-トランスフェラーゼ(acetyl-CoA:malonate  CoA-transferase)である。この酵素は、β-アラニン代謝及びプロピオン酸代謝に関与している。